# منهرة
قرية منهرة هي إحدى القرى التابعة لمركز أهناسيا في محافظة بني سويف في جمهورية مصر العربية. حسب إحصاءات سنة 2006، بلغ إجمالي السكان في منهرة 7317 نسمة، منهم 3714 رجل و3603 امرأة.